# Gasherbrum VII
Der Gasherbrum VII ist ein 6955 m hoher Gipfel in der Gasherbrum-Gruppe im Karakorum.
Mit einer Schartenhöhe von 165 Metern gilt er nicht als eigenständiger Berg, sondern als Nebengipfel des Gasherbrum V. Der Berg wird auch als Gasherbrum V Nordwest bezeichnet. Der G VII liegt auf einem in Nord-Süd-Richtung verlaufenden Kamm zwischen G IV und G V. Ihm vorgelagert liegen auf einem Grat, der nach Westen in Richtung Concordiaplatz verläuft, weitere Nebengipfel: Die Doppelspitze der sogenannten Twins (6882 m) sowie als Endpunkt dieses Grates ein namenloser Gipfel, der mit 6446 m Höhe den am Concordiaplatz gegenüber liegenden Mitre Peak um über 400 m überragt.
Erst 2019 gelang dem Italiener Carlalberto Cimenti die Erstbesteigung mit anschließender Skiabfahrt. 150 Meter unter dem Gipfel drehte sein Begleiter Francesco Cassardo um, stürzte bei der Abfahrt schwer, konnte aber gerettet werden.

## Belege
1. ↑  Eberhard Jurgalski: High Asia - All mountains and main peaks above 6750 m (Liste aller Berge Asiens mit einer Höhe von mehr als 6750 Metern) auf www.8000ers.com, Stand 22. Juli 2012, abgerufen am 2. November 2012.
2. ↑  Stefan Nestler: Francesco Cassardo vom Gasherbrum VII gerettet. In: Abenteuer Berg. 22. Juli 2019, abgerufen am 11. Februar 2021 (deutsch).